# Jeugdparlement

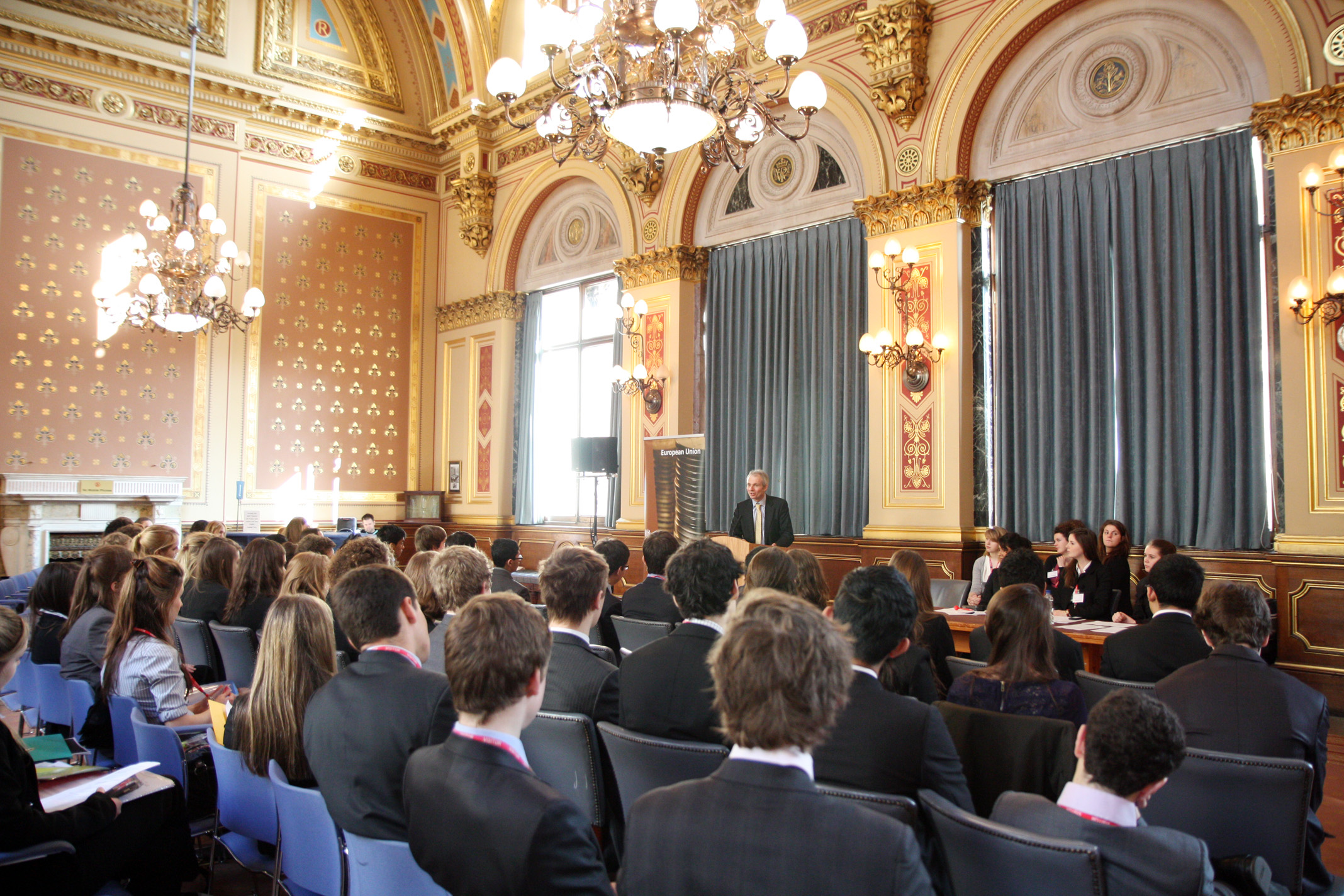
Europees Jeugdparlement in Londen, 2011

Een jeugdparlement is een simulatie van een parlement door jongeren. Het kan ook invloed uit op de besluitvorming van een land, regio of gemeente. 

## Geschiedenis
De eerste jeugdparlementen werden aan het begin van de twintigste eeuw ingevoerd in communistische en nazistische landen. Daar fungeerden door jongeren bezette besluitvormingsorganen als middel voor propaganda en werving van nieuwe partijleden. Rond 2000 werden jeugdparlementen opnieuw populair. 

## Invulling
De verkiezing van de leden van een jeugdparlement wisselt sterk van land tot land. Soms worden ze verkozen door de jeugd, soms door politici of non-gouvernementele organisaties.
Ook de invulling is verschillend. In Zuid-Korea heeft het jeugdparlement het recht om wetten in te dienen bij het nationale parlement. Andere jeugdparlementen hebben een adviserende taak, of krijgen de opdracht om het jeugdbeleid te onderzoeken. Het komt ook voor dat de leden van het jeugdparlement gekoppeld worden aan volwassen politici, of de opdracht krijgen om jeugdactiviteiten te organiseren. Het Europees Jeugdparlement, waarvan Nederland ook een afdeling heeft, stelt zich bijvoorbeeld tot doel om: 'jonge mensen in staat te stellen om actief deel te nemen aan de samenleving om hun eigen leven te verbeteren door het vertegenwoordigen en verdedigen van hun behoeften en die van hun organisaties bij de Europese Unie, de Raad van Europa en de Verenigde Naties.